# Battaglia di Modena
La battaglia di Modena si svolse il 21 aprile 43 a.C. nel corso della cosiddetta guerra di Modena, tra le truppe fedeli al Senato dei consoli Gaio Vibio Pansa e Aulo Irzio, appoggiate dalle legioni di Cesare Ottaviano, e le legioni cesariane di Marco Antonio che stavano assediando dall'inverno le truppe del cesaricida Decimo Bruto bloccate dentro la città.
La battaglia avvenne una settimana dopo la cruenta e incerta battaglia di Forum Gallorum terminata con pesanti perdite per entrambe le parti e il mortale ferimento del console Vibio Pansa. L'altro console Aulo Irzio e il giovane Cesare Ottaviano sferrarono un attacco diretto agli accampamenti di Marco Antonio con l'obiettivo di rompere il fronte d'accerchiamento intorno a Modena. Gli scontri furono molto accaniti e sanguinosi; le truppe repubblicane fecero irruzione negli accampamenti ma i veterani di Antonio contrattaccarono; il console Irzio venne ucciso nella mischia; Cesare Ottaviano intervenne personalmente e riuscì ad evitare la sconfitta, mentre anche Decimo Bruto partecipò ai combattimenti con una parte delle sue forze rinchiuse nella città.
Dopo la battaglia, Marco Antonio decise di rinunciare all'assedio e ripiegò con abilità verso ovest lungo la via Emilia sfuggendo alle forze nemiche e ricongiungendosi con i rinforzi del luogotenente Publio Ventidio Basso. La battaglia del 21 aprile 43 a.C. concluse la breve guerra di Modena a favore dei repubblicani alleati con Ottaviano ma ben presto la situazione sarebbe completamente cambiata con la conclusione del secondo triumvirato tra Antonio, Ottaviano e Lepido.

## La guerra di Modena
Marco Antonio aveva dominato solo per breve tempo la situazione politica a Roma dopo l'assassinio di Cesare il 15 marzo 44 a.C.; un'eterogenea e sorprendente coalizione tra alcuni cesaricidi, la risorgente fazione pompeiana del Senato guidata da Marco Tullio Cicerone e i seguaci del giovane erede del dittatore Cesare Ottaviano, aveva rapidamente messo in difficoltà il console erodendo la sua base di consenso all'interno del campo cesariano. Antonio cercò di reagire all'azione ostile dei suoi avversari e raccolse a Brindisi alcune legioni cesariane veterane provenienti dalla Macedonia con cui intendeva prendere energicamente l'iniziativa e marciare a nord per costringere Decimo Giunio Bruto a cedere la provincia della Gallia Cisalpina dove il cesaricida si era insediato con tre legioni in accordo con i senatori repubblicani.

Mappa con i percorsi delle varie legioni durante la guerra di Modena.

Il 28 novembre 44 a.C. Marco Antonio partì da Roma e prese il comando di quattro legioni di veterani sbarcate a Brindisi dalla Macedonia e della V legione Alaudae schierata in precedenza lungo la via Appia, mettendosi quindi in marcia verso il nord contro Decimo Bruto; la coesione delle sue forze era tuttavia stata in parte compromessa dalla defezione di due delle migliori legioni cesariane, la Martia e la IIII Macedonica, che a Brindisi si ribellarono al console e passarono nel campo del giovane Cesare Ottaviano; nonostante esortazioni e punizioni Marco Antonio non poté riportare la disciplina e dovette rinunciare alle due legioni che si unirono al giovane erede di Cesare che in Campania aveva già effettuato importanti reclutamenti tra i veterani del dittatore. Alla fine dell'anno Marco Antonio, dopo aver raggiunto, con le tre legioni superstiti e una legione di richiamati, con una rapida marcia la Gallia Cisalpina, strinse d'assedio a Modena Decimo Bruto che aveva rifiutato di abbandonare la provincia, ma nel frattempo a Roma aveva avuto modo di costituirsi la coalizione contro di lui, soprattutto dopo il ritorno in Senato di Cicerone che dal 1º gennaio 43 a.C. iniziò le sue perorazioni violentemente avverse al luogotenente di Cesare. Dopo l'inizio del consolato dei due cesariani moderati Aulo Irzio e Gaio Vibio Pansa, la fazione repubblicana prese l'iniziativa di dichiarare la guerra contro Antonio, legalizzò l'azione di Decimo Bruto e di Cesare Ottaviano, iniziò a reclutare nuove legioni.
Aulo Irzio assunse nel gennaio 43 a.C. il comando a Rimini dove furono concentrate le forze di Cesare Ottaviano che disponeva delle due legioni che avevano defezionato e di tre legioni di richiamati; il giovane erede di Cesare ricevette la carica di propretore e collaborò con il console; i due avanzarono lungo la via Emilia mentre Marco Antonio preferì ripiegare verso ovest e mantenere l'assedio di Modena. Il 19 marzo 43 a.C. si mise in marcia da Roma l'altro console Vibio Pansa con quattro legioni di reclute per riunirsi con le truppe del collega che erano giunte a Forum Gallorum. Marco Antonio cercò di sorprendere le inesperte reclute di Vibio Pansa prima che potessero collegarsi con le legioni di Irzio e il 14 aprile 43 a.C. organizzò un micidiale agguato nelle paludi intorno alla via Emilia. La battaglia di Forum Gallorum fu accanita e sanguinosa ma non si concluse con risultati decisivi; Marco Antonio era all'oscuro che Irzio e Ottaviano avevano inviato in rinforzo delle reclute di Pansa l'esperta legione Martia e furono questi veterani e non le reclute che affrontarono l'attacco a sorpresa delle legioni antoniane. Dopo cruenti scontri, i soldati della Martia furono costretti a cedere terreno e le legioni di reclute ripiegarono in rotta dentro gli accampamenti ma la vittoria di Marco Antonio fu di breve durata; sulla via del ritorno le sue stanche truppe furono a loro volta attaccate di sorpresa da un'altra legione di veterani inviata in aiuto da Irzio che ribaltò l'esito della battaglia. Le legioni di Antonio furono battute e si ritirarono in salvo verso Modena. Le forze del Senato avevano vinto questa confusa e sanguinosa battaglia ma le loro perdite erano state pesanti e il console Vibio Pansa era stato mortalmente ferito.

## La battaglia

### Attacco agli accampamenti di Marco Antonio
Le prime notizie giunte a Roma sembravano indicare che le forze del Senato avevano subito una disfatta a Forum Gallorum e suscitarono preoccupazione e timori tra la fazione repubblicana; solo il 18 aprile giunsero la lettera inviata da Aulo Irzio e un resoconto del cesaricida Servio Sulpicio Galba che illustravano l'andamento della guerra e descrivevano lo svolgimento della battaglia. La vittoria a Forum Gallorum, ritenuta erroneamente decisiva, venne salutata con entusiasmo; Antonio venne aspramente criticato, i suoi simpatizzanti furono costretti a nascondersi. In senato il 21 aprile 43 a.C., Cicerone pronunciò l'enfatica XIV e ultima Filippica in cui descrisse in termini esaltanti la vittoria, propose quaranta giorni di ringraziamenti pubblici, e lodò soprattutto i legionari caduti e i due consoli Aulo Irzio e Vibio Pansa; quest'ultimo era ferito ma non sembrava in pericolo di vita. L'oratore invece minimizzò il contributo di Cesare Ottaviano, anche se il giovane, nonostante il suo ruolo minore nella battaglia, era stato acclamato sul campo dalle truppe imperator come i due consoli Irzio e Pansa.

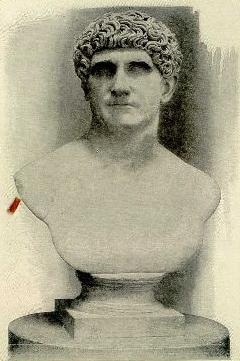
Busto di Marco Antonio.

La guerra sembrava decisa a favore della coalizione senatoriale; Marco Antonio, dopo le perdite subite, era rientrato con le truppe superstiti negli accampamenti intorno a Modena e sembrava deciso a rimanere sulla difensiva; egli aveva rafforzato tuttavia il fronte d'accerchiamento intorno a Decimo Bruto a Modena e continuava a mantenere le sue posizioni. Marco Antonio in realtà non era ancora rassegnato alla sconfitta; egli per il momento riteneva pericoloso affrontare un'altra battaglia generale con le forze nemiche congiunte che erano superiori numericamente e intendeva infastidire e indebolire gli eserciti di Irzio e Ottaviano con continui, piccoli attacchi della sua ottima cavalleria mercenaria; in questo modo sperava di guadagnare tempo e nel frattempo costringere alla resa Decimo Bruto e le sue truppe assediate a Modena che erano ormai a corto di rifornimenti.
Il console Irzio e il propretore Ottaviano, fiduciosi dopo la vittoria di Forum Gallorum e rassicurati dalla disciplina delle loro legioni cesariane, erano decisi ad affrontare un nuovo combattimento per soccorrere al più presto Decimo Bruto e rompere l'assedio. Dopo aver cercato inutilmente di costringere Antonio a una battaglia campale i due comandanti manovrarono con le loro truppe e concentrarono le legioni in un settore degli accampamenti nemici meno solidamente fortificato a causa delle caratteristiche del terreno. Il 21 aprile 43 a.C. Irzio e Ottaviano sferrarono il loro attacco per cercare di sbloccare la fortezza e permettere il passaggio di colonne di rifornimenti per le truppe assediate. Marco Antonio cercò inizialmente di evitare una battaglia generale e controllare la situazione solo con l'intervento della sua cavalleria che tuttavia venne contrastata dai reparti di cavalleria del nemico e non poté intralciare i movimenti e l'attacco delle legioni. Antonio quindi, per evitare lo sfondamento delle sue linee d'assedio, decise di far uscire dal campo due delle sue legioni per bloccare l'avanzata del grosso delle forze di Irzio e Ottaviano.

### Morte di Aulo Irzio
Aulo Irzio e Cesare Ottaviano decisero di concentrare le loro legioni e attaccare le forze avversarie che erano finalmente uscite in campo aperto; una violenta battaglia si accese sul fronte esterno degli accampamenti; Marco Antonio ritenne decisivo rinforzare il suo schieramento e iniziò a trasferire anche le altre legioni nel settore dei combattimenti. Secondo Appiano in questa fase della battaglia le forze antoniane si trovarono in difficoltà soprattutto per la lentezza dell'arrivo dei rinforzi; le legioni, colte di sorpresa e schierate lontano dal settore dove erano in corso gli scontri più importanti, entrarono in campo in ritardo e le forze di Ottaviano sembrarono quindi avere la meglio.
Mentre la battaglia continuava all'esterno degli accampamenti, il console Aulo Irzio prese l'audace decisione di fare irruzione direttamente all'interno del campo di Antonio con una parte delle sue forze; il console guidò quindi personalmente la IIII Legione che riuscì a penetrare all'interno degli accampamenti e avanzò direttamente verso la tenda personale di Marco Antonio. Contemporaneamente Decimo Bruto aveva finalmente organizzato un reparto d'assalto con una parte delle sue coorti che, al comando del cesaricida Lucio Ponzio Aquila, uscirono da Modena e attaccarono a loro volta il campo di Antonio.
L'azione del console Irzio in un primo momento sembrò avere successo: la IIII legione, dopo essere entrata nel campo, combatteva nelle vicinanze della tenda di Antonio; il console guidava i legionari dalla prima linea; nel frattempo la battaglia infuriava anche negli altri settori. Ben presto tuttavia la situazione peggiorò per le truppe che avevano fatto irruzione negli accampamenti; la V legione di Marco Antonio che difendeva il campo, contrattaccò la IIII legione e dopo un'aspra e sanguinosa mischia riuscì a fermarla, proteggendo la tenda del comandante; durante il confuso combattimento cadde ucciso Aulo Irzio e sembrò che la sua legione fosse costretta a ripiegare abbandonando le posizioni conquistate. Mentre la IIII legione iniziava a cedere sotto il contrattacco della V legione, giunsero in soccorso altre coorti guidate personalmente da Cesare Ottaviano. Il giovane erede di Cesare si trovò nel mezzo degli scontri più accesi nella zona dove si combatteva violentemente per recuperare il corpo del console Irzio; Ottaviano riuscì alla fine a salvare le spoglie del console ma non poté mantenere il possesso degli accampamenti; alla fine le sue legioni ripiegarono ed evacuarono il campo di Antonio; nel momento culminante della battaglia anche Ponzio Aquila era rimasto ucciso e le sue truppe uscite dalla città alla fine rientrarono a Modena.
Sulla base delle ricostruzioni degli storici antichi è difficile peraltro conoscere con precisione il reale andamento degli scontri finali della battaglia, la propaganda augustea in generale ha esaltato il ruolo di Ottaviano e la sua coraggiosa azione per recuperare il corpo del console Irzio. Altre fonti al contrario hanno sollevato dubbi sulla reale azione del giovane erede di Cesare; Svetonio e Tacito riportano altre versioni che prospettano la possibilità che Irzio sia addirittura stato ucciso durante la mischia proprio da Ottaviano desideroso di liberarsi di uno scomodo rivale politico, e anche la morte di Ponzio Aquila, un cesaricida accanito avversario della fazione cesariana, è apparsa sospetta.

### Ritirata di Marco Antonio
La battaglia di Modena era finita senza un reale vincitore; Marco Antonio, pur in grave difficoltà sotto gli attacchi contemporanei delle superiori forze nemiche, non era stato annientato, le perdite delle due parti erano state quasi uguali. La sera stessa della battaglia Antonio convocò un consiglio di guerra; nonostante le esortazioni dei suoi luogotenenti che gli consigliavano di perseverare nell'assedio e sfruttare la sua cavalleria in attesa della prevedibile resa di Decimo Bruto a causa della carenza di rifornimenti, il condottiero cesariano affermò che le forze nemiche erano numericamente in vantaggio e che la cavalleria sarebbe stata inutile. 

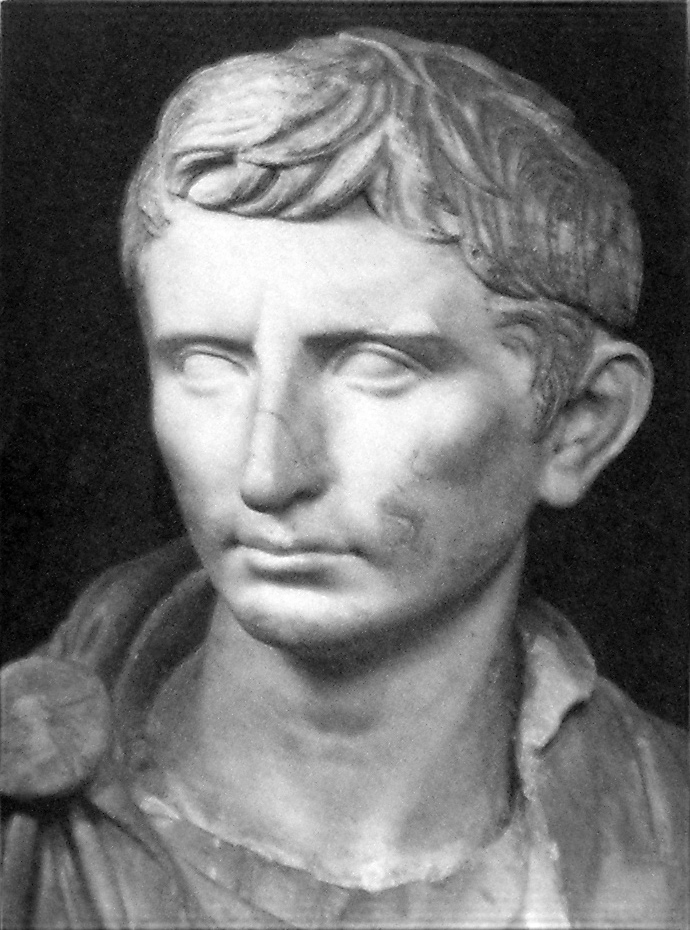
Busto di Cesare Ottaviano.

Antonio verosimilmente non era a conoscenza della morte di Irzio e non aveva compreso la debolezza delle legioni rimaste al comando di Ottaviano e la possibilità di sferrare un contrattacco decisivo, il condottiero al contrario temeva un nuovo attacco ai suoi accampamenti. Egli quindi, riprendendo la vecchia strategia di Giulio Cesare dopo l'insuccesso di Gergovia, era deciso ad abbandonare l'assedio e ripiegare velocemente verso ovest per ricercare il collegamento con le legioni che Ventidio Basso stava portando dal Piceno. Completato lo sganciamento e la concentrazione delle sue forze, egli avrebbe marciato verso le Alpi per prendere contatto con i capi cesariani Marco Emilio Lepido in Gallia Narbonese e Lucio Munazio Planco nella Gallia Comata.
Marco Antonio, dopo aver preso la sua decisione, agì con rapidità ed efficienza: nella notte stessa dopo la battaglia inviò un messaggio a Ventidio Basso con disposizioni di marciare velocemente attraverso gli Appennini e raggiungerlo con le sue tre legioni; quindi abbandonò l'assedio e il mattino del 22 aprile 43 a.C. si ritirò con tutte le sue forze superstiti. In pochi giorni, marciando verso ovest lungo la via Emilia, le sue legioni raggiunsero senza difficoltà prima Parma e poi Piacenza; i suoi avversari erano rimasti fermi a Modena ed egli poté assicurarsi due giorni di vantaggio. Giunto a Tortona, Marco Antonio decise di scendere a sud ed effettuò senza difficoltà il passaggio degli Appennini; in questo modo raggiunse la costa della Liguria ad occidente di Genova sbucando con le sue quattro legioni a Vada Sabatia, dove il 3 maggio 43 a.C. arrivò anche Ventidio Basso con tre legioni. Il luogotenente di Antonio non aveva trovato ostacoli ed aveva effettuato felicemente la marcia attraverso le montagne fino alla costa ligure; la manovra di sganciamento da Modena e raggruppamento era pienamente riuscita.

## Bilancio e conseguenze
La vittoria delle forze del Senato alleate con la fazione del giovane Ottaviano nella battaglia di Modena quindi non provocò la rovina definitiva di Marco Antonio che al contrario con la sua tempestiva e abile ritirata riuscì a capovolgere l'esito della breve guerra. La ritirata di Antonio e la successiva svolta degli eventi a favore del luogotenente di Cesare fu soprattutto favorita dalla disgregazione della precaria alleanza tra Ottaviano e la fazione sentoriale repubblicana raccolta intorno a Cicerone. Dopo la controversa morte di Aulo Irzio in battaglia, nella notte del 22-23 aprile morì anche il console Vibio Pansa apparentemente in seguito alle ferite riportate a Forum Gallorum. Anche in questo caso le circostante della morte rimasero oscure e si diffusero voci, che sono state riportate anche da Svetonio e Tacito, di avvelenamento e di una responsabilità diretta ancora dell'ambizioso e ambiguo Ottaviano.
Dopo la morte dei due consoli, Cesare Ottaviano, rimasto solo alla guida delle legioni del Senato, entrò subito in contrasto con il cesaricida Decimo Bruto e rifiutò ogni collaborazione. A Roma la fazione senatoriale raccolta intorno a Cicerone irritò fortemente Ottaviano, sminuendo il suo ruolo e assegnando il comando supremo della guerra contro Antonio proprio a Decimo Bruto i cui piani per inseguire il nemico furono però completamente vanificati dall'ostruzionismo di Ottaviano che rimase fermo con otto legioni a Bologna e non marciò verso gli Appennini per bloccare Ventidio Basso come era nei piani del cesaricida. Entro poche settimane Marco Antonio, rafforzato dalle legioni di Ventidio Basso, avrebbe raggiunto le Alpi e avrebbe concluso una formidabile alleanza con i comandanti cesariani Emilio Lepido, Munazio Planco e Gaio Asinio Pollione; Decimo Bruto, abbandonato dalle sue legioni e costretto alla fuga verso la Macedonia, sarebbe stato ucciso da guerrieri celti inviati al suo inseguimento da Antonio; Cesare Ottaviano infine avrebbe marciato con le sue truppe su Roma costringendo la fazione senatoriale ciceroniana alla sottomissione o all'esilio.
Marco Antonio, Cesare Ottaviano e Emilio Lepido conclusero, dopo un incontro diretto nei pressi di Bologna, un formale patto di alleanza, il cosiddetto secondo triumvirato, che venne sancito legalmente dalla lex Titia promulgata a Roma il 27 novembre 43 a.C.; i tre capi cesariani entrarono solennemente nella capitale, assunsero il completo predominio politico e perseguitarono con lo spietato sistema delle proscrizioni ogni oppositore appartenente alla fazione repubblicana. Cicerone, ucciso su ordine di Antonio, sarebbe stato la vittima più importante del dispotismo del triumvirato.